# 상원중학교 (서울)
상원중학교(上原中學校)는 대한민국 서울특별시 노원구 상계동에 있는 공립 중학교이다.

## 학교 연혁
- 1992년 12월 21일 : 상원중학교 교사(24실 준공)
- 1993년 1월 15일 : 상원중학교 42학급 설립 인가
- 1993년 2월 28일 : 신입생 14학급 배정(남 6학급, 여 8학급)
- 1993년 3월 1일 : 초대 교장 최학민 취임
- 1993년 3월 4일 : 제1회 입학식
- 1993년 12월 31일 : 제1차 증축 교사 준공(교실 9실, 특별실 7실)
- 1994년 12월 31일 : 제2차 증축 교사 준공(교실 12실)
- 1996년 2월 14일 : 제1회 졸업식 668명(남 283명, 여 385명)
- 2018년 2월 7일 : 제23회 졸업식(204명, 총 9,521명)
- 2022년 9월 1일 : 제9대 교장 최근수 취임
- 2023년 1월 13일 : 제28회 졸업식(141명 졸업)
- 2023년 3월 2일 : 제31회 입학식(6학급 125명 입학)

## 참고 자료
- 상원중학교 - 한국교육학술정보원 학교알리미